# Cimetière militaire britannique de Péronne
Le Cimetière militaire britannique de Péronne (Peronne Communal cemetery extension ) est un cimetière militaire de la Première Guerre mondiale, situé sur le territoire de la commune de Péronne, dans le département de la Somme, à l'est d'Amiens.

## Histoire

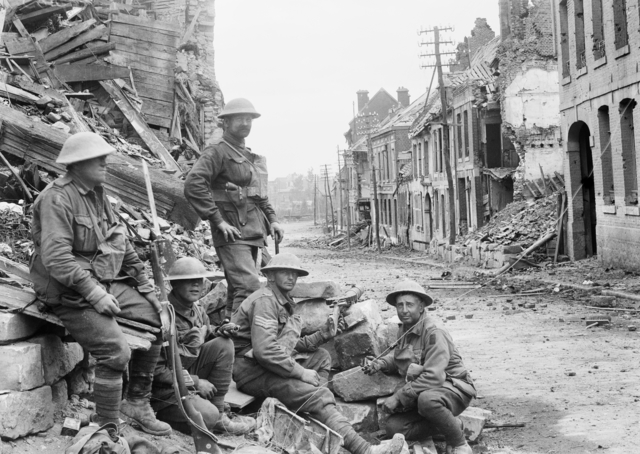
Soldats australiens à Péronne en 1918.

Le cimetière britannique de Péronne fut créé en mars 1917 par la 48e South Midland Division, après le repli allemand sur la ligne Hindenburg, le 18 mars 1917. En mars 1918, les Allemands lancèrent leur dernière grande offensive sur le front de l'ouest, perçant le front allié dans la Somme. Ils utilisèrent le cimetière pour ensevelir leurs morts puis ce furent les Australiens, libérateur de la ville, le 1er septembre 1918, qui l'utilisèrent. 
Le 11 novembre 1918, le cimetière comptait 177 tombes. On y a transféré des corps de soldats tombés sur le champ de bataille au nord et à l'est de Péronne.

## Caractéristiques
Le cimetière britannique est situé près du cimetière communal de Péronne. Les dépouilles de 1 694 soldats y reposent parmi eux, 1 070 Britanniques, 517 Australiens, 9 Sud-Africains, 1 Canadien, et 97 Allemands dont 68 ne sont pas identifiées. Au total, ce sont 220 corps qui ne sont pas identifiés.
Une entrée monumentale en brique et pierre donne accès au cimetière où se trouve la croix du sacrifice et la pierre du souvenir, éléments traditionnels des cimetières militaires britanniques.

### Sépultures
| Pays           | Sépultures |
| -------------- | ---------- |
| Royaume-Uni    | 1 070      |
| Australie      | 517        |
| Canada         | 1          |
| Afrique du Sud | 9          |
| Allemagne      | 97         |
| Total          | 1704       |